# Lady Eve Balfour
Lady Evelyn Barbara «Eve» Balfour, OBE (Dublín, 16 de juliol de 1898 - Dunbar, 16 de gener de 1990) va ser una agricultora britànica, educadora, pionera de l'agricultura ecològica, i figura fundadora del moviment orgànic.
Balfour, un dels sis fills de Gerald, comte de Balfour, i neboda de l'exprimer ministre Arthur Balfour, havia decidit que volia ser una grangera als 12 anys. Va ser una de les primeres dones en estudiar agricultura a una universitat anglesa, graduant-se en l'actual Universitat de Reading durant la Primera Guerra Mundial, i després va explotar durant un breu període una granja situada al País de Gal·les.
El 1919, va conèixer a Beryl Hearnden (1897-1978) amb el qual va a viure en unió lliure fins a 1951. En 1920, amb la seva germana Maria i Hearnden, es va traslladar a New Bells Farm, una granja de Haughley Green, Suffolk. El 1939, va posar en marxa l'experiment Haughley, el primer a llarg termini, que comparava de forma científica l'agricultura ecològica amb l'agricultura basada en productes químics.
Juntament amb el treball de la terra i de les moltes preocupacions relacionades amb els cultius, la cria de vaques lleteres, ovelles i porcs, Hearnden i va trobar temps per escriure i publicar junt amb Breyl Hearnden, sota el pseudònim Hearnden Balfour, una sèrie de tres novel·les del que era protagonista l'inspector Jack Strickland. Lady Balfour també es va convertir en una activista política que s'oposava a les prerrogatives de l'Església d'Anglaterra que continuava obligant als agricultors el pagament d'un delme especial per mantenir el clergat rural.
En 1943, l'editorial Faber & Faber de Londres va publicar el llibre de Balfour, «The Living Soil», el resultat de l'experiment Haughley. Reimprès en nombroses ocasions, es va convertir en un text fundador del moviment dels aliments i l'agricultura ecològica emergent. El llibre sintetitza els arguments existents en favor dels aliments orgànics amb una descripció dels seus plans per a l'Experiment Haughley.
En 1946, Balfour va co-fundar i es va convertir en la primera presidenta de la Soil Association, una organització internacional que promou l'agricultura sostenible (i la principal associació de l'agricultura ecològica al Regne Unit avui en dia). Ella va continuar a la granja, i va escriure i donar conferències per a la resta de la seva vida.
Després de la seva ruptura amb Beryl Hearnden el 1951, ella va viatjar i va donar conferències sobre l'agricultura ecològica a diversos països europeus i als Estats Units. En 1958, es va embarcar en una gira d'un any per Austràlia i Nova Zelanda, durant la qual es va reunir amb pioners australians d'agricultura orgànica, incloent a Henry Shoobridge, president de la Living Soil Association of Tasmania, la primera organització en afiliar-se a la Soil Association.
Va ser nomenada OBE en el 1990 New Year Honours (Honors de Cap d'Any de 1990) .

## Publicacions
- The Living Soil (1943)
- Tres novel·les, amb Beryl Hearnden, sota el pseudònim de Hearnden Balfour:[4]

- A Gentleman from Texas (1927)
- The Paper Chase (1928)
- The Enterprising Burglar (1928)